# W. Gies
W. Gies (* 15. Juni 1945 in Flammersfeld als Maria Wilhelm Friedrich Gies) ist ein deutscher bildender Künstler.

## Leben und Werk
Gies studierte in den Jahren 1965–1970 freie Malerei und Wandmalerei an den Kölner Werkschulen, davon die letzten zwei Jahre als Meisterschüler. 1976 hatte er seine erste Einzelausstellung in der Galerie Veith Turske in Köln und erhielt das Förderstipendium der Stadt Köln. Gies wurde ab 1982 von der Galerie Knoedler Zürich bis zu deren Geschäftsaufgabe 1986 vertreten, zusammen mit Künstlern wie Moshe Gershuni, Franz Gertsch, Nancy Graves, Robert Motherwell, Arnulf Rainer, Kimber Smith und Frank Stella.
Sein Werk umfasst Bilder, Zeichnungen, Plastiken, Skulpturen und Kunst am Bau. Er entwickelte 1989 für den damaligen Kulturdezernenten von Pulheim Gerhard Dornseifer das Projekt „Synagoge Stommeln“. In Zeiten, als sich Kunstausstellungen mit Superlativen an Größe und Menschenmassen überbieten, verfolgte seine Idee einen anderen Weg: einmal im Jahr, ein Ort, ein Raum, eine Arbeit. Das Projekt wird somit ein „prononcierter Beitrag zu der öffentlichen Auseinandersetzung über Denkmalskultur in Deutschland“ (Frankfurter Allgemeine Zeitung, 1. April 2005).
1993 erhielt er die Auszeichnung „Das Bauwerk des Jahres 1992“ für die künstlerische Gestaltung der Edith-Stein-Kirche in Hamburg-Neuallermöhe. Es folgten weitere Aufträge für architekturbezogene Arbeiten in Brühl/Rhld., Frankfurt, Kortrijk, Westerland/Sylt und am Neuen Mariendom in Hamburg.
Seine Arbeiten befinden sich in öffentlichen Sammlungen wie Lenbachhaus München, Sprengel Museum Hannover, Ulmer Museum, Brooklyn Museum, N.Y.; Museum Guggenheim, N. Y., und MUMOK, Wien.
Das Kürzel W. steht für Maria Wilhelm Friedrich und wird bei Veröffentlichungen immer wieder auch fälschlich als Werner oder Walter angegeben.

## Ausstellungen / Aufträge (Auswahl)
- 1976 Galerie Veith Turske, Köln
- 1977 Moriaan’s - Hertogenbosch
- Galerie Schlinkhoven, Berg. Gladbach
- 1981 Zeitpunkt Köln Deutz, 13 Kölner Künstler
- 1982 Galerie Knoedler Zürich
- 1983 Galerie Knoedler, Zürich, Gershuni, Gies, Rainer / Knoedler Zürich, One man show, art 14/83, Basel
- 1984 Galerie Sylvia Menzel, Berlin / Galerie Würthle Wien, art cologne 84
- 1985 Galerie Würthle Wien, 'Meerland’ / Galerie Knoedler Zürich, 'Meerland’
- 1986 Galerie Turske & Turske, Zürich, Armando / Gies / Turske & Whitney, Los Angeles
- 1987 Galerie Pels-Leusden, Berlin, 'Standort 1987’ / Kunststation St. Peter, Köln
- 1988 Galerie Wilkens & Jakobs, Köln
- 1989 Galerie Swetec, Düsseldorf / Kunst-Station St. Peter, Köln, 'Lichtung’ / Galerie Maria Wilkens, Köln
- 1990 artothek Köln
- 1991 Galerie Academia, Salzburg / St. Trinitatis, Köln
- 1992 Galerie TransArt, Köln, 'Buddha lächelt noch’
- 1992/93 Konzeption und Ausführung des Innenraums und der Glasfenster der neu erbauten Edith-Stein-Kirche in Hamburg–Neuallermöhe / Bühnenbild für „Ihr Brief zur Hochzeit“ (Botho Strauß), Theater Basel
- 1993 Bielefelder Kunstverein
- 1995 Galerie Raab, Berlin/London, 'Northern Light’, art cologne '95, W. Gies, Bilder und Zeichnungen und amerikanische Kunst seit 1947
- 1998 Städtische Galerie Neuwied, 'Strings’
- 1999 Galerie Stracke, Köln, 'Lichtung’ / Neugestaltung der Apsis St. Anna, Frankfurt/M.
- 2000 'Epiphanie – Art Actuel et Religion’ Parkabdij Heverlee, Leuven
- 2002/03 Galerie Stracke, Köln, 'Malerei und Skulptur’
- 2002/04 Neugestaltung des Altarraums in der Sint-Maartenskerk (14. Jahrhundert), Kortrijk / Belgien
- 2005/06 Ausgestaltung der kath. Kirche St. Christophorus, Westerland auf Sylt
- 2007 Gewinner des künstlerischen Wettbewerbs 'Altarraumgestaltung’ für den Hamburger Mariendom (19. Jahrhundert)
- 2008 Altar- und Chorraumgestaltung des Hamburger Mariendoms (19. Jahrhundert)